# You Only Live Twice (Pain)
You Only Live Twice è il settimo album della band industrial metal svedese Pain, pubblicato il 3 giugno 2011 dalla Nuclear Blast.

## Tracce
1. Let Me Out – 4:35
2. Fear the Demons – 3:54
3. The Great Pretender – 4:05
4. You Only Live Twice – 4:04
5. Dirty Woman – 4:18
6. We Want More – 4:46
7. Leave Me Alone (cover dei Sonic Syndicate) – 4:10
8. Monster – 4:06
9. Season of the Reaper – 6:38

### Tracce bonus
1. Crawling Thru Bitterness (traccia bonus) – 3:58
2. The Great Pretender (remix di Millboy & Peka P) – 3:50
3. Dirty Woman (remix di MC Raaka Pee) – 3:44
4. You Only Live Twice (remix di Rectifier) – 2:52
5. Leave Me Alone (remix di Rectifier) – 3:34
6. Eleanor Rigby (Live al Festival Sundown del 2008) – 4:25
7. Follow Me (Live a Bruxelles nel 2009) – 4:45
8. I Don't Care (Live al Festival Raismes del 2009) – 2:53
9. Bitch (Live al Festival Raismes del 2009) – 4:40